# جولي روجرز (مغنية)
جولي روجرز (بالإنجليزية: Julie Rogers)‏ هي مغنية بريطانية، ولدت في 6 أبريل 1943 في برموندزي ‏ في المملكة المتحدة.

## وصلات خارجية
- الموقع الرسمي
- جولي روجرز على موقع IMDb (الإنجليزية)
- جولي روجرز على موقع ميوزك برينز (الإنجليزية)
- جولي روجرز على موقع أول ميوزيك (الإنجليزية)
- جولي روجرز على موقع ديسكوغز (الإنجليزية)